# Dacnusa minuta
Dacnusa minuta är en stekelart som först beskrevs av Curtis 1826.  Dacnusa minuta ingår i släktet Dacnusa och familjen bracksteklar. Inga underarter finns listade i Catalogue of Life.